# Paršovice
Paršovice (deutsch Parschowitz) ist eine Gemeinde in Tschechien. Sie liegt sechs Kilometer südlich von Hranice und gehört zum Okres Přerov.

## Geographie
Paršovice befindet sich am südwestlichen Rand des Maleníkwaldes in der Podbeskydská pahorkatina (Vorbeskidenhügelland). Das Dorf liegt im Quellgebiet des Baches Opatovický potok. Nördlich erheben sich der Křivý (410 m) und die Polomná (404 m), nordöstlich die Dubová (348 m), im Südosten die Boží muka (351 m) und Hranečníky (333 m), südlich die Mezicestí (337 m), im Südwesten der Pavelák (366 m) und nordwestlich der Maleník (479 m). Westlich des Ortes liegt das Tal des Baches Dolnonětčický potok.
Nachbarorte sind Rybáře und Valšovice im Norden, Zbrašov, Ústí und Nové Sady im Nordosten, Opatovice im Osten, Rouské und Všechovice im Südosten, Rakov im Süden, Dolní Nětčice, Soběchleby und Radotín im Südwesten, Na Krásné Vyhlídce, Vidláč und Lhota im Westen sowie Týn nad Bečvou, Přední Familie und Zadní Familie im Nordwesten.

## Geschichte
Funde von Hügelgräbern belegen eine Besiedlung des Gemeindegebietes seit dem 8. und 9. Jahrhundert.
Der erste urkundliche Nachweis des Dorfes Parisouicih erfolgte im Jahre 1141 in einem Güterverzeichnis des Olmützer Bischofs Heinrich Zdik. Im Pfarrinventar von 1806 ist ein silberner Kelch mit der Inschrift Matai Kostruch, Mikulass Wawra 1059 aufgeführt, der jedoch beim Staatsbankrott von 1811 an die Reichsmünze abgegeben wurde. Es gilt als wahrscheinlich, dass die tatsächliche Jahreszahl auf dem Kelch entweder 1559 oder 1659 gewesen sein muss. 1371 verkaufte Jan von Dobrotice Pareschowicze an den Besitzer der Herrschaft Helfenstein, Wok III. von Krawarn. Im Jahre 1447 wurde das Dorf als Paressowicz, 1452 als Paryšovice, 1554 als Pavišovice  1609 als Parešovice, 1627 als Pareschowitz, 1684 als Parschowitz, 1718 als Pahrsowitz und 1794 als Parscowitz bezeichnet. Während des Dreißigjährigen Krieges fiel die Herrschaft Helfenstein an die Dietrichsteiner, die Leipnik zum Sitz der Herrschaft machten. Die Matriken wurden seit 1718 in Soběchleby geführt. Das älteste Ortssiegel stammt aus dem Jahre 1752; es trägt die Inschrift PARSCHOWITZ und zeigt einen Greif, der ein Dietrichsteiner Winzermesser in den Klauen hält. Im Jahre 1784 wurde in einer hölzernen Chaluppe aus Mitteln des Religionsfonds eine Pfarrschule eingerichtet. 1812 bezog die Schule ein neu erbautes größeres Gebäude. 1826 wurde das alte Holzkirchlein aus dem 16. Jahrhundert durch einen Neubau ersetzt. Bis zur Mitte des 19. Jahrhunderts blieb das Dorf immer zur Herrschaft Leipnik untertänig.
Nach der Aufhebung der Patrimonialherrschaften bildete  Pařovice /Parschowitz ab 1850 eine Gemeinde in der Bezirkshauptmannschaft Mährisch Weißkirchen. 1868 wurde Valšovice, das bis dahin zu Opatovice gehört hatte, eingemeindet. Im Jahre 1870 wurden auch die Kinder aus Opatovice und Rakov eingeschult. Da sich die bisherige Schule als zu klein erwies, wurde in den Jahren 1897 bis 1899 gegenüber dem Pfarrgarten ein neues Schulhaus errichtet. Sie wurde schließlich unter dem Namen  Jubiläumsschule des Volkskaisers Franz Joseph I. (Jubilejní škola národní císaře Františka Josefa I.) eingeweiht. Das alte Schulhaus wurde für 1.600 Gulden an einen Schankwirt verkauft. Der heutige Ortsname Paršovice wird seit 1881 verwendet. Im Jahre 1900 brannte die Kirche ab. Zwischen 1902 und 1908 erfolgte der Bau der Straße nach Leipnik. Nachdem im Jahre 1911 auch in Valšovice eine eigene Schule eingeweiht worden war, besuchten nur noch die örtlichen Kinder die Paršovicer Schule. Seit 1930 ist das Dorf an die Stromversorgung angeschlossen. Im Jahre 1930 kaufte die Gemeinde 30 ha Land von Antoinette Gräfin Althann für 160.000 Kronen auf.  Im Jahre 1937 begann in Paršovice der zweiklassige Unterricht. Im Jahr darauf wurde der neue Friedhof für die Dörfer Paršovice, Rakov und Valšovice angelegt. In den Jahren 1954 bis 1959 wurde das Spritzenhaus errichtet. Valšovice bildete ab 1955 eine eigene Gemeinde. Nach der Aufhebung des Okres Hranice wurde Paršovice 1960 dem Okres Přerov zugeschlagen. Im ehemaligen Pfarrgarten entstand 1975 der neue Sitz des Örtlichen Nationalausschusses (MNV) und der Gemeindebücherei. Inzwischen wird das Gebäude als Sitz der Gemeindeverwaltung sowie für Arztpraxen und einen Friseur genützt. Im Jahre 1980 wurde Paršovice zusammen mit Rakov dem Örtlichen Nationalausschuss Opatovice unterstellt. Die Grundschule Paršovice wurde 1985 geschlossen. Seit dem 24. November 1990 ist Paršovice wieder eigenständig. Die Gemeinde führt seit 2004 ein Wappen und Banner, es wurde vom Heraldiker J. V. Pavlů geschaffen.

## Gemeindegliederung
Für die Gemeinde Paršovice sind keine Ortsteile ausgewiesen. Zu Paršovice gehört die Einschicht Na Krásné Vyhlídce.

## Sehenswürdigkeiten
- Pfarrkirche der hl. Margarethe, erbaut 1906 anstelle eines im Jahre 1900 abgebrannten Vorgängerbaus
- Statue der Jungfrau Maria mit dem Jesuskind, am Abzweig nach Valšovice
- Statue des hl. Johannes von Nepomuk aus dem Jahre 1860, vor der Kirche
- Hegerhaus in der Ortslage Na krásné vyhlídce, erbaut 1931